# L'Amour à vol d'oiseau
Pour les articles homonymes, voir Flying Home (homonymie).
Flying Home
Pour plus de détails, voir Fiche technique et Distribution.
L'Amour à vol d'oiseau (Flying Home) est un film belgo-allemand réalisé par Dominique Deruddere, sorti en 2014.

## Synopsis
Aux États-Unis, un homme est missionné par un ambitieux sheik pour convaincre par tous les moyens un colombophile averti de lui céder son pigeon le plus compétitif afin de remporter une prestigieuse course.

## Fiche technique
- Titre français : L'Amour à vol d'oiseau
- Titre original : Flying Home
- Réalisation : Dominique Deruddere
- Scénario : Dominique Deruddere
- Musique : Wolfram de Marco
- Photographie : Frank van den Eeden
- Montage : Els Voorspoels
- Production : Dominique Deruddere, Ludo Poppe & Philipp G. Steffens
- Sociétés de production : GL Films, Kanakna Productions, Mauna Kea Films, Otomatic & Twenty Four 9 Films
- Pays de production :  Belgique,  Allemagne
- Langue : Anglais, Néerlandais
- Genre : Drame, Romance
- Durée : 95 min
- Dates de sortie : 
  - Belgique : 2 avril 2014

## Distribution
- Jamie Dornan (VF : Axel Kiener) : Colin Montgomery / Evans
- Charlotte De Bruyne (VF : Flora Kaprielian) : Isabelle Pauwels
- Jan Decleir (VF : Pierre Dourlens) : Jos Pauwels
- Ali Suliman (VF : Omar Yami) : le cheik Abdullah
- Anthony Head (VF : Pierre-François Pistorio) : le père de Colin
- Sharon Maughan (VF : Blanche Ravalec) : la mère de Colin
- Josse De Pauw (VF : José Luccioni) : le prêtre
- Viviane De Muynck (VF : Julie Carli) : Martha
- Eline Van der Velden : Celia
- Piet Fuchs : M. Conrad
- Max Pirkis : Jason
- Mitchell Mullen : Walden
- Omar Bin Haider : le bras droit du cheik
- Numan Acar : Karadeniz